# Hygrocybe chlorophana
Hygrocybe chlorophana (Fr.) Wünsche, Pilze: 112 (1877)

## Descrizione della specie

### Cappello
Con diametro fino a 5 cm, da convesso a piano; superficie liscia, non igrofana, giallo zolfo, giallo citrino, a volte con sfumature aranciate; cuticola sottile, distaccabile solo a piccoli lembi.

### Lamelle
intercalate da numerose lamellule di diversa lunghezza, piuttosto larghe, attenuate al gambo, bianche, ma tendenti al giallo chiaro.

### Gambo
Lungo 5-7 cm e spesso 5-8 mm, cilindrico, ma sovente curvo, leggermente ingrossato alla base, liscio, leggermente viscoso con il tempo umido, concolore al cappello.

### Carne
Esigua, molto sottile nel cappello, biancastra, acquosa.
Odore e sapore: non particolari.

### Spore
Ellissoidali, lisce, bianche in massa, 9 x 4,5-5,5 µm.

## Habitat
Cresce nei prati, nei pascoli, gregario, in estate-autunno.

## Commestibilità
Commestibile, pur se di scarso valore.

## Etimologia
- Genere: dal greco hugrós = umido e kúbe = testa, testa umida per la vischiosità del cappello
- Specie: dal latino chlorophanus, a, um = di aspetto verdognolo, per il suo colore.

## Sinonimi e binomi obsoleti
- Agaricus chlorophanus Fr., Systema mycologicum (Lundae) 1: 103 (1821)
- Godfrinia chlorophana (Fr.) Herink, Sborník severočeského Musea, Historia Naturalis 1: 69 (1958)
- Hygrocybe chlorophana var. aurantiaca Bon, Docums Mycol. 6(no. 24): 42 (1976)
- Hygrocybe euroflavescens Kühner, Bull. trimest. Soc. mycol. Fr. 92: 436 (1976)
- Hygrocybe flavescens sensu auct.; fide Checklist of Basidiomycota of Great Britain and Ireland (2005)
- Hygrophorus chlorophanus (Fr.) Fr., Epicrisis Systematis Mycologici (Uppsala): 332 (1838)
- Hygrophorus euroflavescens (Kühner) Dennis, Fungi of the Hebrides (Kew): 47 (1986)
- Hygrophorus flavescens sensu auct. brit; fide Checklist of Basidiomycota of Great Britain and Ireland (2005)

## Specie simili
Altre specie del genere Hygrocybe, di colore giallo e con cappello convesso e non conico, sono:
- H. glutinipes, facilmente distinguibile per la struttura dei tessuti del gambo ma riconoscibile macroscopicamente per la piccola taglia e per il gambo viscido in maniera persistente.
- H. ceracea, che ha lamelle brevemente decorrenti che sono prima biancastre ema presto di un netto colorre giallo cromo.
- H. quieta, a volte giallo chiaro ma molto spesso da giallo-arancio a rosso, con lamelle marcatamente colorate ed un forte odore oleoso.
- H. psittacina, viscida in maniera persistente, con cappello di solito di colore giallo-verde.

## Filatelia

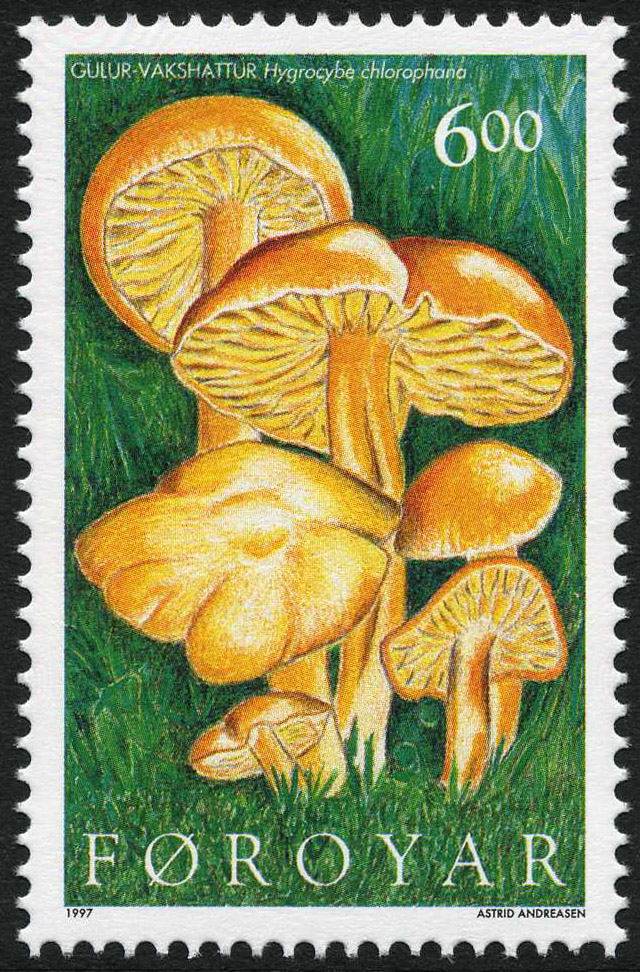
Isole Fær Øer
Hygrocybe chlorophana(1997)